# K-트럼프
K-트럼프 (K-Trump) 또는 한국판 트럼피즘 (K-Trumpism) 한국이나 외신 보도, 혹은 네티즌들이 사용하는 용어로, 대한민국의 현 대통령인 윤석열에 부정적인 이들이 그의 정책이나 수사가 미국의 전 대통령이자 도널드 트럼프와 유사하다고 비판하기 위해 사용되는 용어이다. 따라서 보통 윤석열 지지자들은 이 용어를 사용하지 않는다.
이 용어는 대부분은 윤석열을 지칭할 때 사용되나, 간혹 국민의힘 전 당 대표였던 이준석의 안티페미니즘 관련 논란을 비판하기 위해 사용된 용례도 존재한다.